# Brunate
Brunate is een gemeente in de Italiaanse provincie Como (regio Lombardije) en telt 1786 inwoners (31-12-2013). De oppervlakte bedraagt 2,0 km², de bevolkingsdichtheid is 893 inwoners per km².
De volgende frazioni maken deel uit van de gemeente: San Maurizio, Cao.

## Demografie
Brunate telt ongeveer 735 huishoudens. Het aantal inwoners daalde in de periode 1991-2001 met 1,8% volgens cijfers uit de tienjaarlijkse volkstellingen van ISTAT.
| Jaar | Inwoneraantal |
| ---- | ------------- |
| 1991 | 1761          |
| 2001 | 1730          |
| 2011 | 1766          |

## Geografie
Brunate grenst aan de volgende gemeenten: Blevio, Como.

## Kabelspoorweg
Tussen Brunate en het lager gelegen Como loopt een kabelspoorweg. De lijn werd in 1894 aangelegd en wordt gebruikt door bewoners van beide plaatsen en toeristen. Bij de aanleg werd eerst nog stoom gebruikt, maar in 1911 ging de lijn over op elektriciteit. De lijn heeft een lengte van 1074,08 meter en overbrugt een hoogteverschil van 493,92 meter. Het onderste deel van de lijn gaat door een tunnel, maar over het grootste deel is de lijn in de open lucht en hebben passagiers uitzicht over Como en het Comomeer. De capaciteit van de cabines is 81 passagiers en een trip duurt ongeveer zeven minuten.

## Bezienswaardigheden
- Vuurtoren van Brunate

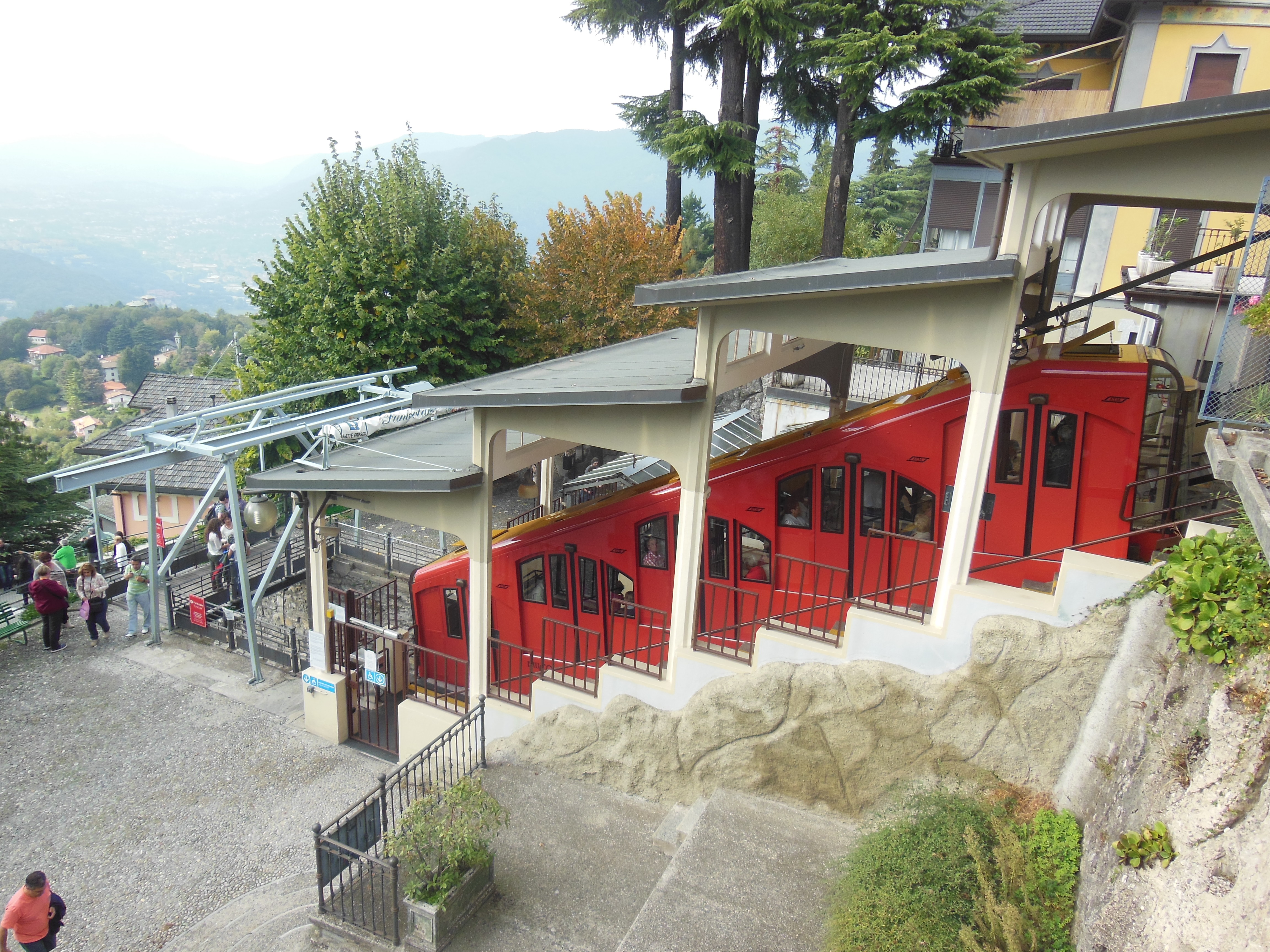
Cabine aan het bovenstation
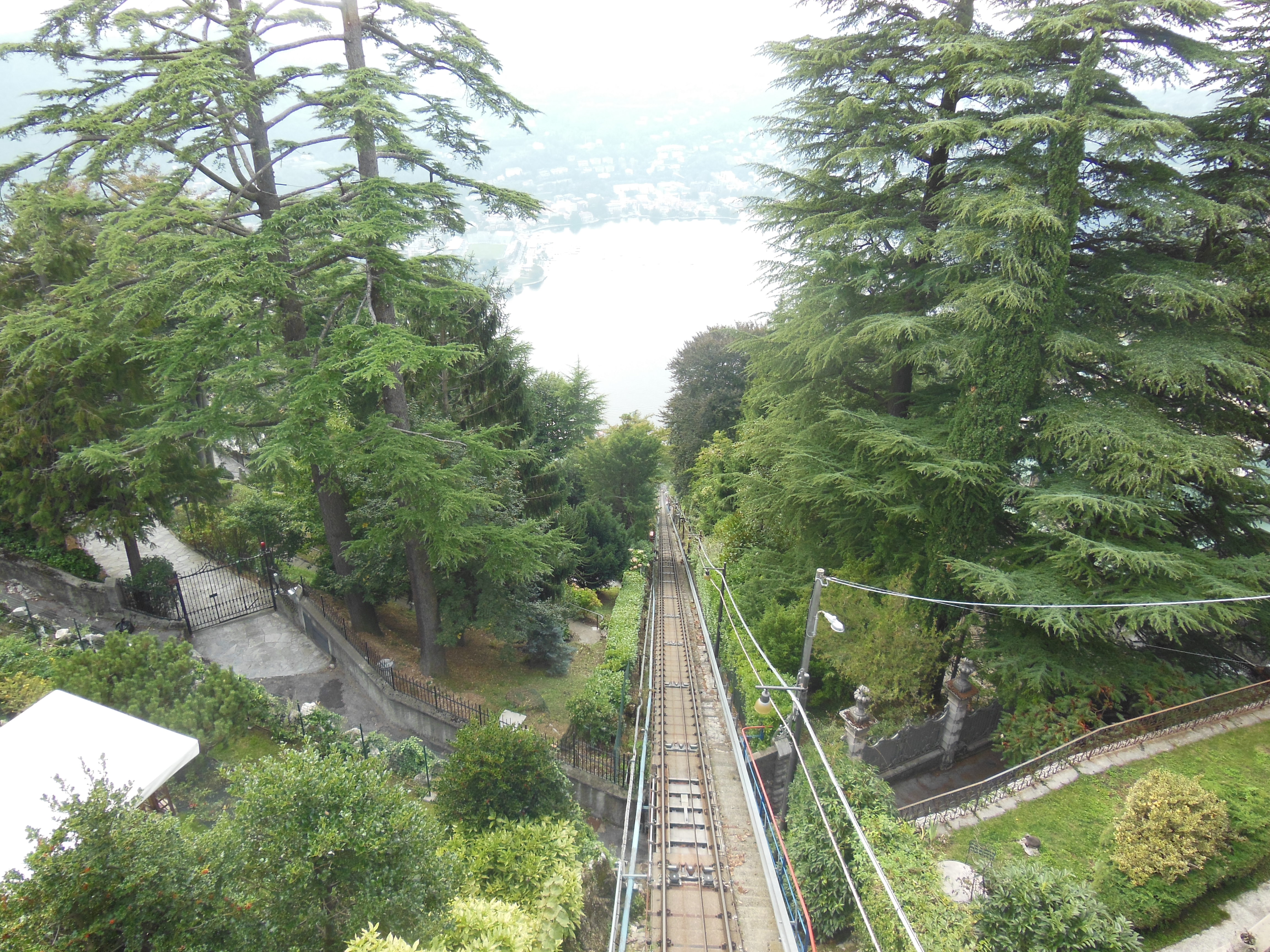
Uitzicht naar beneden vanuit de cabine
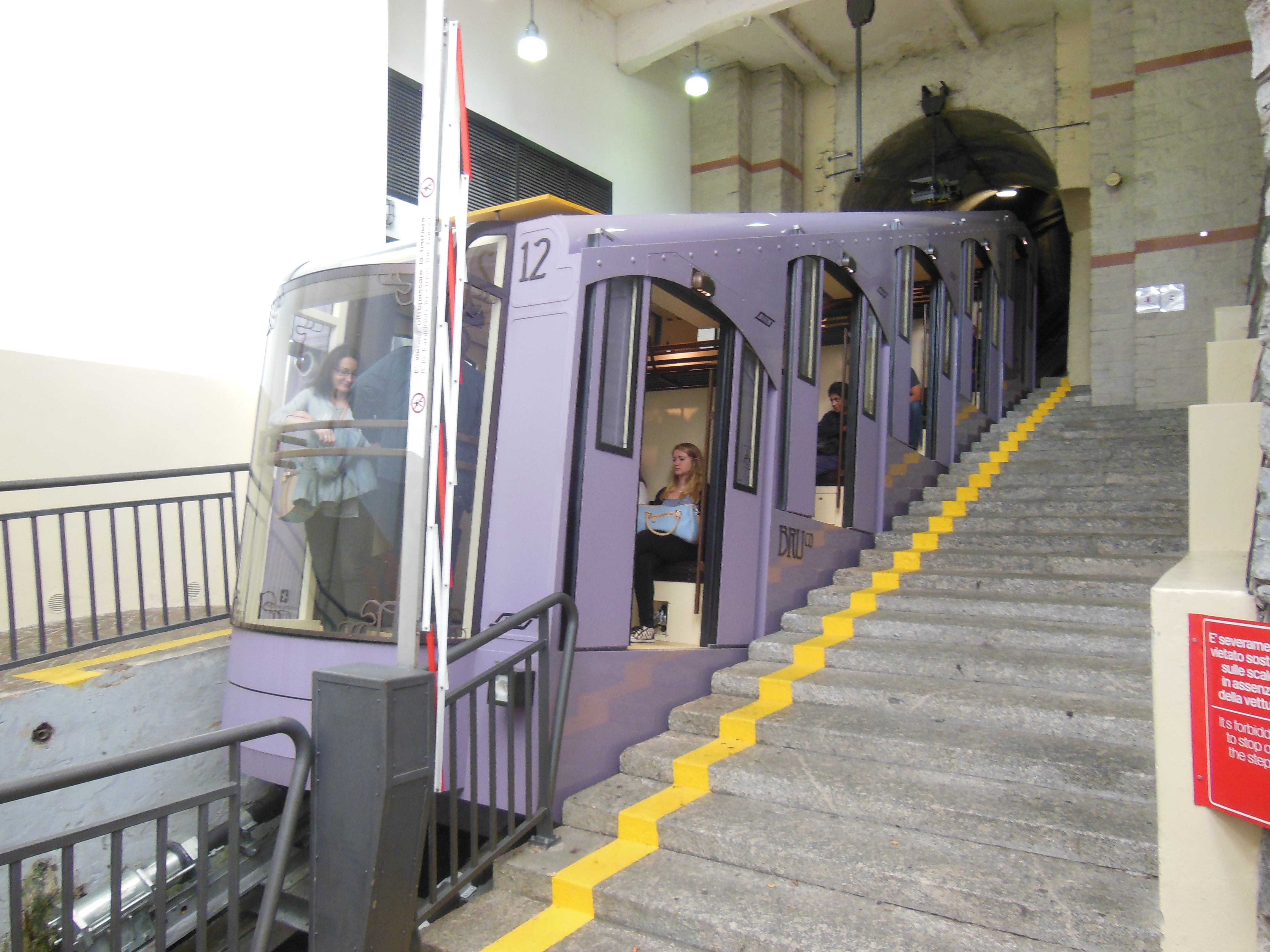
De cabine bij het benedenstation van Como

Albavilla · Albese con Cassano · Albiolo · Alserio · Alta Valle Intelvi · Alzate Brianza · Anzano del Parco · Appiano Gentile · Argegno · Arosio · Asso · Barni · Bellagio · Bene Lario · Beregazzo con Figliaro · Binago · Bizzarone · Blessagno · Blevio · Bregnano · Brenna · Brienno · Brunate · Bulgarograsso · Cabiate · Cadorago · Caglio · Cagno · Campione d'Italia · Cantù · Canzo · Capiago Intimiano · Carate Urio · Carbonate · Carimate · Carlazzo · Carugo · Caslino d'Erba · Casnate con Bernate · Cassina Rizzardi · Castelmarte · Castelnuovo Bozzente · Cavallasca · Cavargna · Centro Valle Intelvi · Cerano d'Intelvi · Cermenate · Cernobbio · Cirimido · Claino con Osteno · Colonno · Colverde · Como · Corrido · Cremia · Cucciago · Cusino · Dizzasco · Domaso · Dongo · Dosso del Liro · Erba · Eupilio · Faggeto Lario · Faloppio · Fenegrò · Figino Serenza · Fino Mornasco · Garzeno · Gera Lario · Grandate · Grandola ed Uniti · Gravedona ed Uniti · Griante · Guanzate · Inverigo · Laglio · Laino · Lambrugo · Lanzo d'Intelvi · Lasnigo · Lezzeno · Limido Comasco · Lipomo · Livo · Locate Varesino · Lomazzo · Longone al Segrino · Luisago · Lurago Marinone · Lurago d'Erba · Lurate Caccivio · Magreglio · Mariano Comense · Maslianico · Menaggio · Merone · Moltrasio · Monguzzo · Montano Lucino · Montemezzo · Montorfano · Mozzate · Musso · Nesso · Novedrate · Olgiate Comasco · Oltrona di San Mamette · Orsenigo · Peglio · Pianello del Lario · Pigra · Plesio · Pognana Lario · Ponna · Ponte Lambro · Porlezza · Proserpio · Pusiano · Rezzago · Rodero · Ronago · Rovellasca · Rovello Porro · Sala Comacina · San Bartolomeo Val Cavargna · San Fermo della Battaglia · San Nazzaro Val Cavargna · San Siro · Schignano · Senna Comasco · Solbiate · Sorico · Sormano · Stazzona · Tavernerio · Torno · Tremezzina · Trezzone · Turate · Uggiate-Trevano · Val Rezzo · Valbrona · Valmorea · Valsolda · Veleso · Veniano · Vercana · Vertemate con Minoprio · Villa Guardia · Zelbio
1. ↑  https://demo.istat.it/?l=it.